# Політичний рух

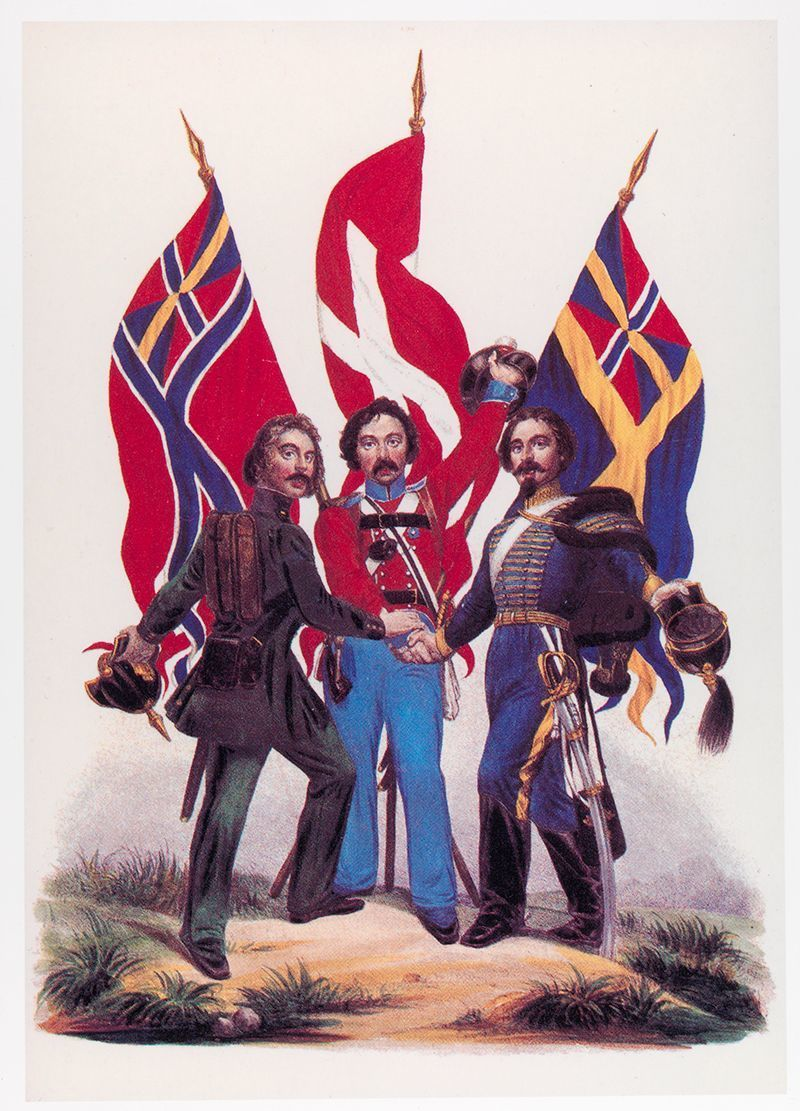
Скандинавський політичний рух середини 19-го століття призвів до сучасного використання терміна Скандинавія.

У соціальних науках, політичний рух — це соціальна група, яка працює разом для досягнення політичної мети на місцевому, регіональному, національному або міжнародному рівні. Політичні рухи розробляють, координують, оприлюднюють, переглядають, змінюють, тлумачать, і випускають матеріали, спрямовані на досягнення цілей, що лежать в основі руху.
Соціальний рух в області політики може бути організовано навколо одного питання або групи питань, або навколо низки загальних проблем тієї чи іншої соціальної групи. У політичній партії політична організація прагне впливати або контролювати політику уряду, зазвичай висуваючи своїх кандидатів на політичні та державні посади. Крім того, партії беруть участь у виборчих кампаніях і просвітницьких заходах або акціях протесту, спрямованих на переконання громадян або урядів вжити заходів щодо питань та проблем, що є предметом уваги руху. Партії часто дотримуються ідеології, вираженої в партійній програмі, підкріпленій письмовою платформою з конкретними цілями.